# Sophisticated
Sophisticated is het vierde album van Sieges Even, uitgebracht in 1995 door Steamhammer / SPV.

## Track listing
1. "Reporter" - 4:32
2. "Trouble Talker" - 5:10
3. "Middle Course" - 6:39
4. "Sophisticated" - 4:19
5. "Dreamer" - 6:26
6. "As The World Moves On" - 3:54
7. "Wintertime" - 7:14
8. "Water The Barren Tree" - 5:55
9. "War" - 5:12
10. "Fatal" - 3:45
11. "The More The Less" - 4:55

## Band
- Greg Keller - Zanger
- Wolfgang Zenk - Gitarist
- Oliver Holzwarth - Bassist
- Alex Holzwarth - Drummer